# Championnat de France féminin de handball de Nationale 2 2022-2023
Navigation
2021-2022 2023-2024
La saison 2022-2023 du Championnat de France féminin de handball de Nationale 2 se compose de 8 poules de 12 clubs et comprend quelques équipes réserves de clubs des divisions supérieures. Le premier de chaque groupe est promu en Nationale 1. À l'inverse, les trois derniers de chaque groupe sont relégués en Nationale 3.

## Formule
La compétition est ouverte aux quatre-vingt-seize clubs ayant acquis leur participation par leur classement au terme de la saison précédente. Ces clubs sont répartis en sept poules de douze et une poule de onze. Pour la composition des poules, il est tenu compte du classement obtenu la saison précédente et de la situation géographique. Les équipes réserve des clubs de LFH sont soumises aux règles de la division.
Lors de la première phase, dans chacune des huit poules, les clubs se rencontrent en matches aller et retour. Le meilleur premier sur l’ensemble des huit poules est directement qualifié pour la finale contre le « vice-champion ultramarin ». Pour déterminer ce meilleur premier, les procédures suivantes s’appliquent (dans l’ordre) :
- ratio nombre de points sur nombre de matches joués,
- ratio goal average, sur nombre de matches joués,
- ratio meilleure attaque sur nombre de match joué,
- le plus de licenciés dans la catégorie d’âge,
- tirage au sort.

Si un club classé à la première place d’une poule ne peut accéder en Nationale 1, il peut malgré tout disputer la finale pour le titre de champion de France N2F.
Les clubs classés à la première place de chacune des huit poules accèdent à la Nationale 1 pour la saison suivante tandis que les clubs classés aux trois dernières places de chacune des huit poules sont relégués en Nationale 3.

## Première phase

### Légende
- Promu en Nationale 1.
- Relégué en Nationale 3.
- Repêchage en Nationale 3.
- R : Relégué de Nationale 1.
- P : Promu de Nationale 3.

### Poule 1

#### Classement
|    | Équipe                             | Pts | J  | G  | N | P  | Bp  | Bc  | Diff |
| -- | ---------------------------------- | --- | -- | -- | - | -- | --- | --- | ---- |
| 1  | Zibero Sport Tardets               | 56  | 22 | 16 | 2 | 4  | 542 | 467 | 75   |
| 2  | Lège-Cap-Ferret Handball           | 52  | 22 | 15 | 0 | 7  | 620 | 548 | 72   |
| 3  | CM Floirac Cenon HB                | 51  | 22 | 14 | 1 | 7  | 552 | 473 | 79   |
| 4  | Narbonne Handball R                | 50  | 22 | 13 | 2 | 7  | 620 | 575 | 45   |
| 5  | HBC Gan                            | 49  | 22 | 13 | 1 | 8  | 533 | 513 | 20   |
| 6  | CA Béglais Handball rés. P         | 47  | 22 | 11 | 3 | 8  | 611 | 576 | 35   |
| 7  | AS Urruñarrak                      | 46  | 22 | 11 | 2 | 9  | 609 | 606 | 3    |
| 8  | Pau Nousty Sports                  | 46  | 22 | 12 | 0 | 10 | 598 | 566 | 32   |
| 9  | Tournefeuille Handball             | 40  | 22 | 8  | 2 | 12 | 535 | 553 | -18  |
| 10 | Bordes Sports rés.                 | 36  | 22 | 7  | 0 | 15 | 480 | 548 | -68  |
| 11 | Ossau HBC                          | 31  | 22 | 4  | 1 | 17 | 502 | 602 | -100 |
| 12 | Anglet Biarritz Olympique Handball | 24  | 22 | 1  | 0 | 21 | 534 | 709 | -175 |

### Poule 2

#### Classement
|    | Équipe                               | Pts | J  | G  | N | P  | Bp  | Bc  | Diff |
| -- | ------------------------------------ | --- | -- | -- | - | -- | --- | --- | ---- |
| 1  | HBC Celles-sur-Belle rés.            | 64  | 22 | 21 | 0 | 1  | 661 | 460 | 201  |
| 2  | Bléré Val de Cher Handball           | 54  | 22 | 16 | 0 | 6  | 616 | 535 | 81   |
| 3  | Saint-Loubès Handball                | 54  | 22 | 16 | 0 | 6  | 574 | 529 | 45   |
| 4  | HBC Mamers P                         | 51  | 22 | 14 | 1 | 7  | 651 | 592 | 59   |
| 5  | Limoges Hand 87 R                    | 49  | 22 | 13 | 1 | 8  | 555 | 519 | 36   |
| 6  | Saint Sébastien Sud Loire Handball   | 46  | 22 | 10 | 4 | 8  | 606 | 587 | 19   |
| 7  | La Roche-sur-Yon Vendée HB rés.P     | 42  | 22 | 9  | 2 | 11 | 489 | 530 | -41  |
| 8  | Carquefou Handball                   | 39  | 22 | 7  | 3 | 12 | 586 | 562 | 24   |
| 9  | Lanester Handball                    | 38  | 22 | 7  | 2 | 13 | 542 | 577 | -35  |
| 10 | Aunis Handball La Rochelle-Périgny R | 34  | 22 | 5  | 2 | 15 | 521 | 614 | -93  |
| 11 | ES Blanquefortaise Handball          | 32  | 22 | 5  | 0 | 17 | 471 | 626 | -155 |
| 12 | AST Châteauneuf-en-Thymerais         | 25  | 22 | 1  | 1 | 20 | 507 | 648 | -141 |

### Poule 3

#### Classement
|    | Équipe                      | Pts   | J  | G  | N | P  | Bp  | Bc  | Diff |
| -- | --------------------------- | ----- | -- | -- | - | -- | --- | --- | ---- |
| 1  | Roz Hand'Du 29              | 63    | 22 | 20 | 1 | 1  | 696 | 495 | 201  |
| 2  | Cergy Handball R            | 56    | 22 | 16 | 2 | 4  | 568 | 490 | 78   |
| 3  | Taule Carantec              | 52    | 22 | 15 | 0 | 7  | 671 | 579 | 92   |
| 4  | ALS Plouagat HB             | 48    | 22 | 12 | 2 | 8  | 619 | 593 | 26   |
| 5  | Le Havre AC Handball rés. R | 48    | 22 | 12 | 2 | 8  | 570 | 563 | 7    |
| 6  | Entente du Bas Léon P       | 46    | 22 | 12 | 0 | 10 | 627 | 614 | 13   |
| 7  | Aulnay Handball             | 46    | 22 | 12 | 0 | 10 | 636 | 612 | 24   |
| 8  | Rouen Handball rés.         | 42    | 22 | 10 | 0 | 12 | 562 | 577 | -15  |
| 9  | ÉS colombienne              | 41    | 22 | 9  | 1 | 12 | 583 | 643 | -60  |
| 10 | Paris Sport Club P          | 36    | 22 | 7  | 0 | 15 | 616 | 665 | -49  |
| 11 | PL Granville HB             | 25 -1 | 22 | 2  | 0 | 20 | 555 | 691 | -136 |
| 12 | SC Draveil Handball         | 23 -1 | 22 | 1  | 0 | 21 | 520 | 701 | -181 |

### Poule 4

#### Classement
|    | Équipe                             | Pts   | J  | G  | N | P  | Bp  | Bc  | Diff |
| -- | ---------------------------------- | ----- | -- | -- | - | -- | --- | --- | ---- |
| 1  | SBBL Béthune Handball              | 57    | 22 | 17 | 1 | 4  | 631 | 543 | 88   |
| 2  | AS Sainte-Maure Troyes HB          | 53    | 22 | 15 | 1 | 6  | 647 | 542 | 105  |
| 3  | Rosières Saint-Julien HB           | 52    | 22 | 15 | 0 | 7  | 645 | 564 | 81   |
| 4  | HBC Bully-les-Mines R              | 50    | 22 | 13 | 2 | 7  | 582 | 573 | 9    |
| 5  | AS Montigny-le-Bretonneux Handball | 47    | 22 | 12 | 1 | 9  | 594 | 540 | 54   |
| 6  | Lomme Lille Métropole HB rés.      | 43    | 22 | 10 | 1 | 11 | 575 | 577 | -2   |
| 7  | CM Aubervilliers                   | 43    | 22 | 10 | 1 | 11 | 573 | 578 | -5   |
| 8  | Sambre Avesnois Handball rés. P    | 41 -1 | 22 | 10 | 0 | 12 | 623 | 626 | -3   |
| 9  | Saint-Quentin Handball P           | 40    | 22 | 8  | 2 | 12 | 549 | 595 | -46  |
| 10 | Handball Hazebrouck 71             | 40    | 22 | 8  | 2 | 12 | 576 | 595 | -19  |
| 11 | HBC Corbie                         | 37    | 22 | 7  | 1 | 14 | 578 | 591 | -13  |
| 12 | US Ivry                            | 24    | 22 | 1  | 0 | 21 | 490 | 739 | -249 |

### Poule 5

#### Classement
|    | Équipe                         | Pts   | J  | G  | N | P  | Bp  | Bc  | Diff |
| -- | ------------------------------ | ----- | -- | -- | - | -- | --- | --- | ---- |
| 1  | Villemomble Handball           | 62    | 22 | 20 | 0 | 2  | 720 | 500 | 220  |
| 2  | Paris 92 rés.                  | 60    | 22 | 18 | 2 | 2  | 706 | 539 | 167  |
| 3  | Bassin Mussipontain Handball R | 50    | 22 | 13 | 2 | 7  | 638 | 568 | 70   |
| 4  | HBC Serris Val d'Europe R      | 47    | 22 | 11 | 3 | 8  | 644 | 565 | 79   |
| 5  | Noisy-le-Grand handball rés.   | 44    | 22 | 11 | 0 | 11 | 624 | 604 | 20   |
| 6  | HBC Conflans                   | 44    | 22 | 11 | 0 | 11 | 626 | 628 | -2   |
| 7  | P2H Handball P                 | 43    | 22 | 10 | 1 | 11 | 662 | 667 | -5   |
| 8  | Elite Val d'Oise P             | 43    | 22 | 10 | 1 | 11 | 578 | 641 | -63  |
| 9  | Entente FFR / Villers Handball | 42 -1 | 22 | 9  | 3 | 10 | 591 | 584 | 7    |
| 10 | Beaune Handball                | 37    | 22 | 6  | 3 | 13 | 576 | 644 | -68  |
| 11 | ASPTT Bar-le-Duc Handball      | 31    | 22 | 4  | 1 | 17 | 506 | 666 | -160 |
| 12 | Marly Handball P               | 23 -1 | 22 | 1  | 0 | 21 | 452 | 717 | -265 |

### Poule 6

#### Classement
|    | Équipe                       | Pts | J  | G  | N | P  | Bp  | Bc  | Diff |
| -- | ---------------------------- | --- | -- | -- | - | -- | --- | --- | ---- |
| 1  | Entente Saône Mamirolle HB   | 60  | 22 | 18 | 2 | 2  | 670 | 532 | 138  |
| 2  | CS Reichstett HB R           | 59  | 22 | 18 | 1 | 3  | 608 | 501 | 107  |
| 3  | ALC Longvic Handball P       | 50  | 22 | 14 | 0 | 8  | 638 | 632 | 6    |
| 4  | CS Vesoul Haute-Saône        | 47  | 22 | 11 | 3 | 8  | 645 | 617 | 28   |
| 5  | ASCAP Pays de Montbéliard HB | 44  | 22 | 10 | 2 | 10 | 630 | 609 | 21   |
| 6  | ASPTT Strasbourg rés.        | 43  | 22 | 9  | 3 | 10 | 631 | 630 | 1    |
| 7  | US Wittenheim Ensisheim HB   | 43  | 22 | 9  | 3 | 10 | 614 | 602 | 12   |
| 8  | Entente Maiche Morteau P     | 40  | 22 | 8  | 2 | 12 | 590 | 641 | -51  |
| 9  | CA Pontarlier Handball       | 39  | 22 | 8  | 1 | 13 | 536 | 578 | -42  |
| 10 | HBC Dambach-la-Ville         | 38  | 22 | 6  | 4 | 12 | 552 | 600 | -48  |
| 11 | Colmar Centre Alsace         | 37  | 22 | 6  | 3 | 13 | 578 | 641 | -63  |
| 12 | AS Hœnheim SHB               | 28  | 22 | 3  | 0 | 19 | 508 | 617 | -109 |

### Poule 7

#### Classement
|    | Équipe                                       | Pts   | J  | G  | N | P  | Bp  | Bc  | Diff |
| -- | -------------------------------------------- | ----- | -- | -- | - | -- | --- | --- | ---- |
| 1  | Bron Handball P                              | 54    | 22 | 16 | 0 | 6  | 569 | 528 | 41   |
| 2  | Handball Clermont Auvergne Métropole 63 rés. | 53    | 22 | 15 | 1 | 6  | 630 | 540 | 90   |
| 3  | ASUL Vaulx-en-Velin rés.                     | 48    | 22 | 13 | 0 | 9  | 605 | 566 | 39   |
| 4  | HB Étoile Beauvallon                         | 48    | 22 | 12 | 2 | 8  | 547 | 548 | -1   |
| 5  | AL Saint-Genis-Laval HB                      | 47    | 22 | 12 | 1 | 9  | 537 | 533 | 4    |
| 6  | Bouillargues Handball Nîmes Métropole rés.   | 46    | 22 | 10 | 4 | 8  | 545 | 517 | 28   |
| 7  | Saint-Chamond Handball Pays du Gier          | 44 -1 | 22 | 11 | 1 | 10 | 548 | 558 | -10  |
| 8  | SHBC La Motte-Servolex rés. P                | 43    | 22 | 9  | 3 | 10 | 524 | 512 | 12   |
| 9  | Saint-Germain Blavozy Handball P             | 42    | 22 | 9  | 2 | 11 | 655 | 644 | 11   |
| 10 | US Beaurepaire HB                            | 38    | 22 | 7  | 2 | 13 | 512 | 549 | -37  |
| 11 | Livron Handball P                            | 35    | 22 | 6  | 1 | 15 | 536 | 643 | -107 |
| 12 | Porte de l’Isère HB                          | 29    | 22 | 3  | 1 | 18 | 508 | 578 | -70  |

### Poule 8

#### Classement
|    | Équipe                                       | Pts                                      | J                                        | G                                        | N                                        | P                                        | Bp                                       | Bc                                       | Diff                                     |
| -- | -------------------------------------------- | ---------------------------------------- | ---------------------------------------- | ---------------------------------------- | ---------------------------------------- | ---------------------------------------- | ---------------------------------------- | ---------------------------------------- | ---------------------------------------- |
| 1  | Handball Plan-de-Cuques rés.                 | 56                                       | 20                                       | 18                                       | 0                                        | 2                                        | 587                                      | 461                                      | 126                                      |
| 2  | AS BTP Nice Handball                         | 51                                       | 20                                       | 15                                       | 1                                        | 4                                        | 567                                      | 464                                      | 103                                      |
| 3  | Toulon Métropole Var Handball rés. R         | 43 -1                                    | 20                                       | 12                                       | 0                                        | 8                                        | 507                                      | 511                                      | -4                                       |
| 4  | US Cagnes Handball P                         | 40                                       | 20                                       | 8                                        | 4                                        | 8                                        | 494                                      | 495                                      | -1                                       |
| 5  | Avignon Handball P                           | 40                                       | 20                                       | 10                                       | 0                                        | 10                                       | 478                                      | 499                                      | -21                                      |
| 6  | Handball Ajaccio Club P                      | 39                                       | 20                                       | 9                                        | 1                                        | 10                                       | 564                                      | 590                                      | -26                                      |
| 7  | Lattes Handball P                            | 38                                       | 20                                       | 8                                        | 2                                        | 10                                       | 525                                      | 553                                      | -28                                      |
| 8  | Handball Val d`Argens                        | 38                                       | 20                                       | 8                                        | 2                                        | 10                                       | 536                                      | 540                                      | -4                                       |
| 9  | Handball Gardéen R P                         | 37                                       | 20                                       | 8                                        | 1                                        | 11                                       | 516                                      | 540                                      | -24                                      |
| 10 | Union du pays d'Aix Bouc HB rés.             | 31                                       | 20                                       | 5                                        | 1                                        | 14                                       | 531                                      | 569                                      | -38                                      |
| 11 | Handball Feminin Montpellier Frontignan 34 P | 26                                       | 20                                       | 3                                        | 0                                        | 17                                       | 467                                      | 550                                      | -83                                      |
| -  | AS Cannes Mandelieu Handball rés.            | Forfait général (liquidation judiciaire) | Forfait général (liquidation judiciaire) | Forfait général (liquidation judiciaire) | Forfait général (liquidation judiciaire) | Forfait général (liquidation judiciaire) | Forfait général (liquidation judiciaire) | Forfait général (liquidation judiciaire) | Forfait général (liquidation judiciaire) |

## Finale
Le titre de champion de France N2F se joue entre le meilleur premier des huit poules de la compétition métropolitaine et les vice-championnes ultramarines.
| 3 juin 2023 13h30 | Arsenal du Robert | 26 - 25 | HBC Celles-sur-Belle rés. | Palais des sports Robert-Oubron, Créteil |
| 3 juin 2023 13h30 | (14 - 14)         |         |                           | Palais des sports Robert-Oubron, Créteil |

L'Arsenal du Robert est sacré champion de France de Nationale 2 féminine.